# 指矩

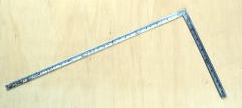
指金

指矩（さしがね）は、工具の一種。ステンレスや鋼、真鍮などの金属製で目盛りがついており、材木などの長さや直角を測ったり、勾配を出したりするのに使われる。L字型をしており、両方の辺（長手と短手（妻手））に目盛りがある。また、内側にも目盛りがある。
指金、差金、曲尺（きょくしゃく）
かねじゃくとも呼ばれ、日本産業規格では「角度直尺」の表記が使われている。
日本の計量法では、メートル法以外の基準を用いる計量器の販売が禁じられているため、現在製造されているものの多くは尺貫法の1寸の長さに等しい尺目盛りでありながら、目盛りは33分の1メートル単位で振ってあり、「1/33 m」などと表示されている。メートル法の単位で表記されたメートル目盛りのものもあるが、裏目を用いた規矩術は、尺目盛りよりも誤差が大きくなる。
裏面にも目盛りが振ってあり、裏の目盛りは角目（かくめ）と丸目（まるめ）がある。計算尺のような使い方が出来る。
角目は表の目盛りの1.414倍単位で振ってある。つまり、表の目盛りに2の平方根を掛けたものに等しい。角目で丸材の直径を測れば丸材からとれる角材（断面が正方形）の最大幅を求められる。丸目は、その長さを3.142倍すると表の目盛りになるよう振ってある。つまり、表目は丸目の目盛りに円周率を掛けたものに等しい。丸目で丸材の直径を読めば、その丸材の円周の寸法が求められる。
ほかにも幾何学的な応用によって三角関数を計算できるため、直角で無い角度をもつ柱や屋根の傾斜などの組み合う長さを求めることも出来る。
長さは長手が1尺6寸（48 cm）、短手が8寸（24 cm）、幅は5分（15.1 mm）だが、1尺5寸7分 × 7寸5分のものも市販されている。かつては幅4分や3分で長さの短いものもあった。メートル目盛では長手が50 cmのものが多い。指矩は別名曲尺（かねじゃく）とも言い、そこから、指矩で用いられている主として建築などで使われていた尺や寸の長さのことも「曲尺」と呼ぶようになった。「曲尺」という字を宛てるのは直角に曲がった尺（物差し）だからであり、金属製であることから「かねじゃく」という。
なお表に出ずに他人をそそのかして何かをさせることを「さしがね」というが、これは大工道具の指矩のことではなく、芝居で使う小道具の一種で、竿の先に針金をつけ、蝶や鼠、ひとだまなどを舞台の裏から動かすもののことであり、そこから転じた用法である。ただし、大工の親方が指示を出すのに指矩を使って人や物を差していたからという説もある。

## 雑学

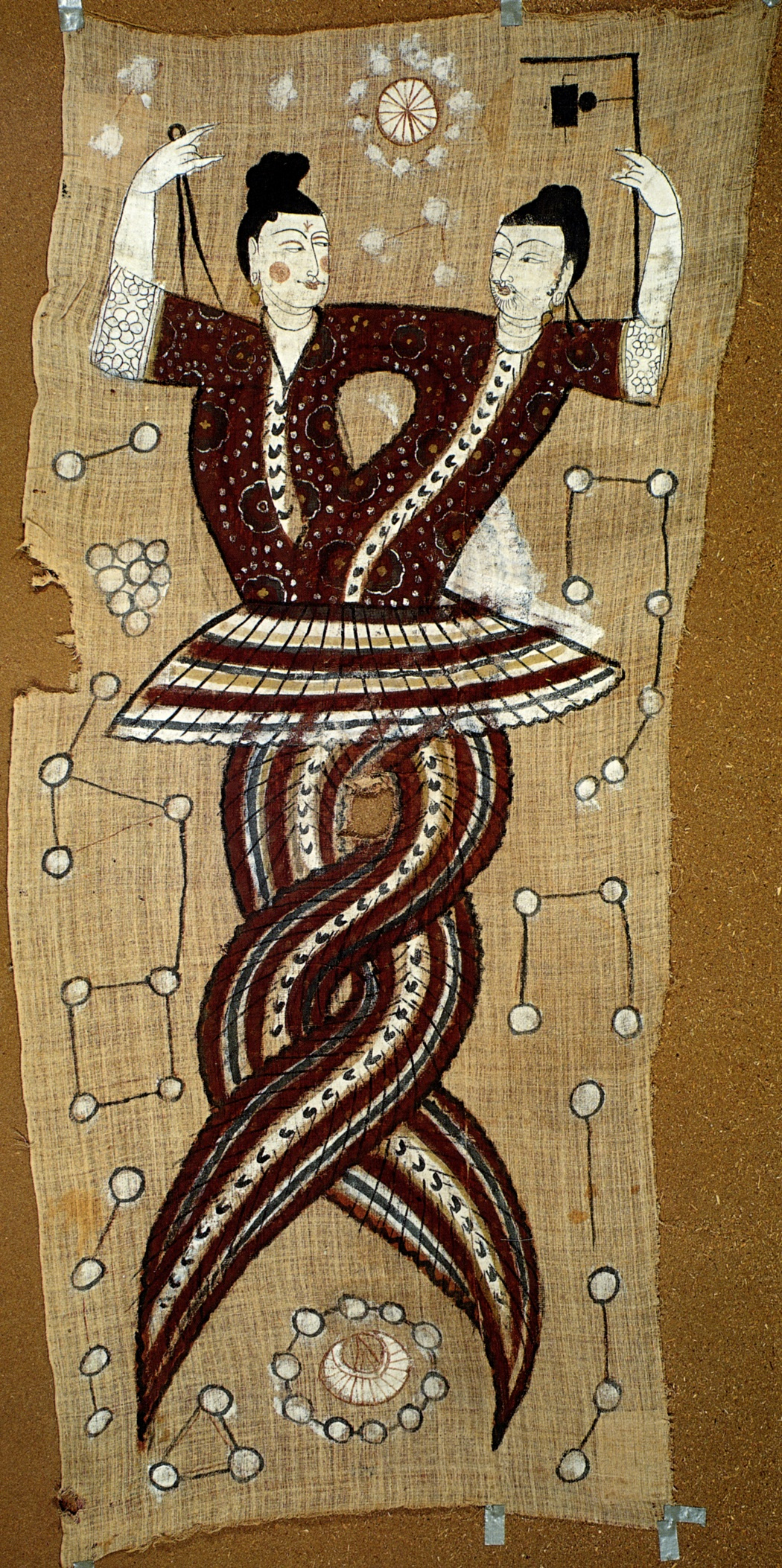
中国の伝説では、右の伏羲氏が指矩を持ち、左の女媧氏がコンパスを持っているとされている。

中国の天地創造の伝説の人面蛇身の神である伏羲は、その手に指矩を持った姿で、コンパスを持つ女媧とともに描かれる事がある。